# Список газопостачальних підприємств України

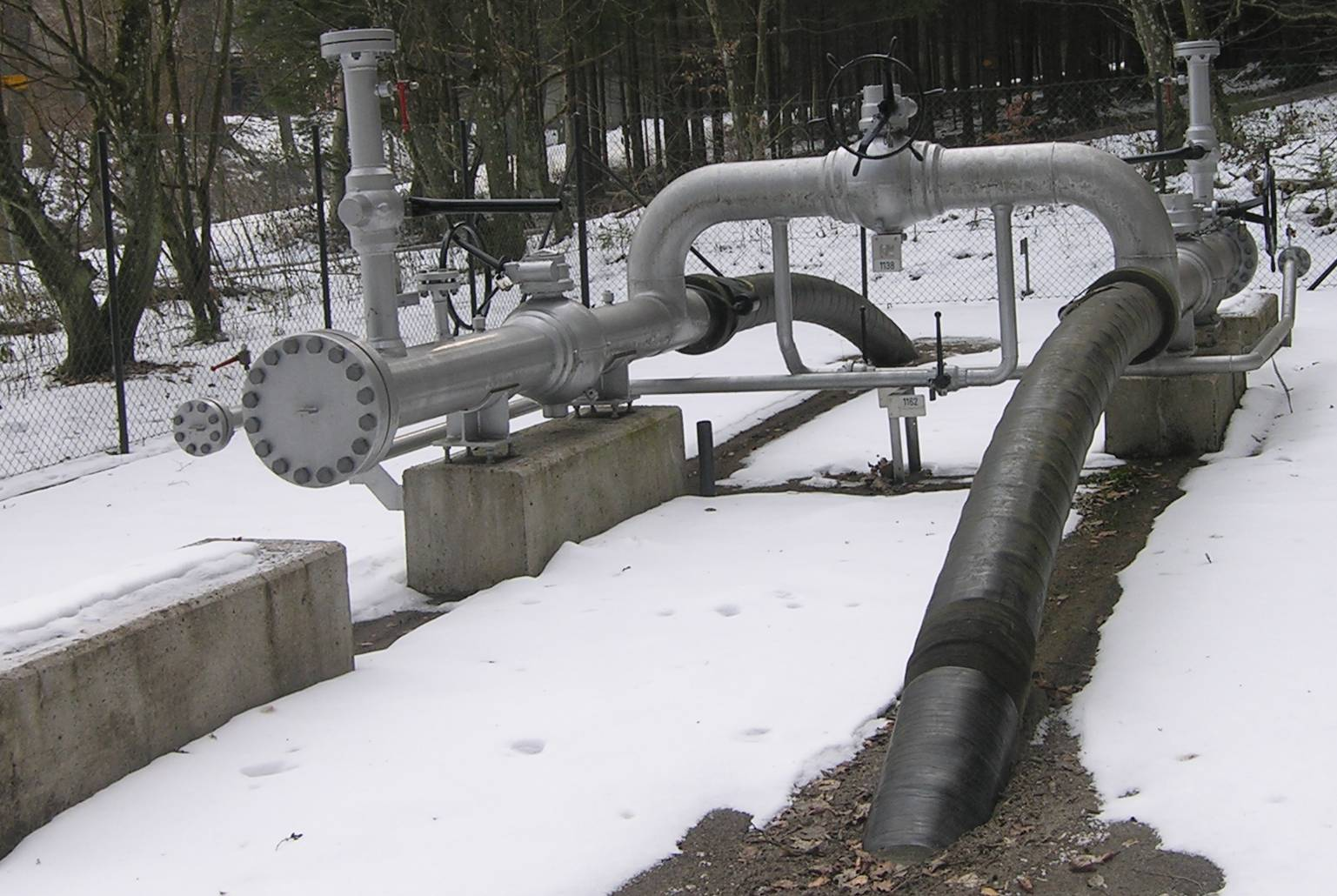
Газорозподільна станція

Список газопостачальних підприємств України, та осіб які їх контролюють.

## Список підприємств за компаніями, які їх контролюють

### Газтек
Підприємства, які належать ПАТ «Газтек», яку через офшорні компанії контролює олігарх Дмитро Фірташ:
- ПАТ «Вінницягаз» — акціонерне товариство зі штаб-квартирою в місті Вінниця, яке займається розподіленням, транспортуванням та постачанням газу у Вінницькій області. Засноване в 1955 році як виробничо-експлуатаційна контора «Вінницягаз».
- ПАТ «Волиньгаз» — акціонерне товариство зі штаб-квартирою в місті Луцьку, яке займається розподіленням, транспортуванням та постачанням газу у Волинській області. Засноване в 1962 році як виробничо-експлуатаційна контора «Луцькгаз».
- ПАТ «Дніпрогаз» — акціонерне товариство зі штаб-квартирою в місті Дніпро, яке займається розподіленням, транспортуванням та постачанням газу у Дніпрі та Дніпровському районі Дніпропетровської області. Створена у 1961 році внаслідок реорганізації контори з експлуатації газового господарства «Дніпропетровськгаз».

- ПАТ «Дніпропетровськгаз» — акціонерне товариство зі штаб-квартирою в місті Дніпро, яке займається розподіленням, транспортуванням та постачанням газу у більшості районів та міст обласного значення Дніпропетровської області. Створена у 1957 році як контора з експлуатації газового господарства «Дніпропетровськгаз».

- ПАТ «Донецькміськгаз»
- ПАТ «Житомиргаз» — акціонерне товариство зі штаб-квартирою в місті Житомир, яке займається розподілом газу у більшості районів та міст обласного значення Житомирської області.

- ПАТ «Закарпатгаз» — акціонерне товариство зі штаб-квартирою в місті Ужгород, яке займається розподіленням, транспортуванням та постачанням газу у Закарпатській області.
- ПАТ «Запоріжгаз» — акціонерне товариство зі штаб-квартирою в місті Запоріжжя, яке займається розподіленням, транспортуванням та постачанням газу у частині районів та міст обласного значення Запорізької області.
- ПАТ «Кіровоградгаз» — акціонерне товариство зі штаб-квартирою в м. Кропивницькому, яке займається розподіленням, транспортуванням та постачанням газу у Кіровоградській області.
- ПАТ «Київоблгаз» — акціонерне товариство з головним офісом у м. Боярці Київської області, яке забезпечує  розподіл (доставку) природного газу майже 1 млн побутових (фізичних) споживачів та понад 8 тис. юридичних осіб на території Київської області.
- ПАТ «Коростишівгаз» — приватна компанія зі штаб-квартирою в місті Коростишів, Житомирської області, яка займається розподіленням, транспортуванням та постачанням газу у Коростишівському районі Житомирської області.
- ПАТ «Криворіжгаз» — акціонерне товариство, яке займається розподіленням, транспортуванням та постачанням газу у місті Кривий Ріг на Дніпропетровщині.
- ПАТ «Кримгаз» — публічна компанія зі штаб-квартирою в місті Сімферополь, АРК, яка займалася розподіленням, транспортуванням та постачанням газу в Автономній Республіці Крим.
- ПАТ «Луганськгаз» — оператор газорозподільної системи зі штаб-квартирою в місті Сєвєродонецьк Луганської області, яке займається транспортуванням і розподіленням газу на підконтрольній частині Луганської області.
- ПАТ «Львівгаз» — акціонерне товариство, яке займається газопостачанням та газифікацією у місті Львові та Львівській області.
- ПАТ «Мелітопольгаз» — приватне акціонерне товариство зі штаб-квартирою в місті Мелітополь Запорізької області, займається розподілом природного газу, експлуатацією систем газопостачання та надає інші послуги, пов'язані із безперебійним та безаварійним газопостачанням споживачів у Мелітополі, смт. Приазовському й смт. Веселому Мелітопольського району Запорізької області.
- ПАТ «Миколаївгаз» — акціонерне товариство зі штаб-квартирою в м. Миколаєві, яке займається розподіленням, транспортуванням та постачанням газу в Миколаївській області.
- ПАТ «Рівнегаз» — акціонерне товариство зі штаб-квартирою в місті Рівному, яке займається розподіленням, транспортуванням та постачанням газу у Рівненській області.
- ПАТ «Сумигаз» — акціонерне товариство зі штаб-квартирою в місті Суми, яке займається розподіленням, транспортуванням та постачанням газу в місті Суми та Сумській області.
- ПАТ «Севастопольгаз» — публічна компанія зі штаб-квартирою в місті Севастополь, яка займалася розподіленням, транспортуванням та постачанням газу в Севастополі.
- ПАТ «Харківгаз» — акціонерне товариство зі штаб-квартирою в місті Харкові, основним напрямком діяльності якого є розподіл природного газу споживачам Харківської області.
- ПАТ «Тернопільгаз» — приватне акціонерне товариство по газопостачанню та газифікації, яке займається транспортуванням та постачанням природного газу в Тернопільській області.

- ПАТ «Тисменицягаз» — акціонерне товариство зі штаб-квартирою в місті Тисмениці Івано-Франківської області, яке займається розподіленням, транспортуванням та постачанням газу в Тисменицькому районі Івано-Франківської області[2]. Засноване у 1968 році як виробничо–експлуатаційна контора на базі Тисменицької станції розливу скрапленого газу. У 1975 році реорганізовано у Тисменицьке міжрайонне виробниче управління газового господарства в складі обласного підприємства. У 1992 році реорганізовано в державне підприємство (ДП) у складі «Укргаз». У 1996 році на базі ДП створено ВАТ «Тисменицягаз». У 2010 році перейменовано в ПАТ «Тисменицягаз»[3]. До грудня 2023 року належало ПрАТ «Газтек», фактичним власником був Дмитро Фірташ[4]. 19 грудня 2023 року перейшло під державне управління групи компаній НАК «Нафтогаз України»[5].

- ПАТ «Харківміськгаз» — акціонерне товариство зі штаб-квартирою в місті Харкові, яке займається розподіленням, транспортуванням та постачанням газу в місті Харкові.

- ПАТ «Хмельницькгаз» — акціонерне товариство зі штаб-квартирою в м. Хмельницькому, яке займається транспортуванням та розподілом газу в Хмельницькій області. Створене в 1956 році як самостійна виробничо-експлуатаційна контора газового господарства «Хмельницькгаз». У 1969 році створено єдине газове господарство — Хмельницький виробничий трест з експлуатації «Облпромпобутгаз». У 1975 році виробниче об'єднання «Хмельницькгаз» стало структурним підрозділом новоствореного республіканського об'єднання «Укргаз». У 1994 році підприємство реорганізовано у відкрите акціонерне товариство з газопостачання та газифікації «Хмельницькгаз». У 2011 році компанію перейменовано на публічне акціонерне товариство «Хмельницькгаз»[6]. Станом на серпень 2023 року, «Хмельницькгаз» є акціонерним товариством[7]. 15 серпня 2023 року АТ «Хмельницькгаз» увійшло до складу ТОВ «Газорозподільні мережі України»[8].

- ПАТ «Черкасигаз» — публічне акціонерне товариство зі штаб-квартирою в Черкасах, що займається розподіленням, транспортуванням та постачанням газу у більшості районів та міст обласного значення Черкаської області.

- ПАТ «Чернівцігаз» — акціонерне товариство зі штаб-квартирою в місті Чернівці, яке займається розподіленням, транспортуванням та постачанням газу в Чернівецькій області. Засноване у 1958 році як комунальна контора «Міськгаз». В 1974 році створено вісім районних управлінь газового господарства. У 1975 році, на базі контори «Міськгаз» та районних управлінь, було створено Чернівецьке виробниче об'єднання «Чернівцігаз». У 1994 році підприємство було реорганізовано у ВАТ «Чернівцігаз». У 2010 році ВАТ «Чернівцігаз» перейменовано на ПАТ «Чернівцігаз»[9]. До листопада 2023 року АТ «Чернівцігаз» належало ПрАТ «Газтек», фактичним власником підприємства був Дмитро Фірташ[10]. 27 листопада 2023 року компанія АТ «Чернівцігаз» перейшла під контроль держави. Чернівцігаз стало двадцять другим газорозподільчим підприємством, що інтегроване від початку року до групи «Нафтогаз»[11][12].

- ПАТ «Чернігівгаз» — акціонерне товариство зі штаб-квартирою в місті Чернігові, яке займається розподіленням, транспортуванням та постачанням газу в Чернігівській області. Створене в 1956 році рішенням виконкомкому Чернігівської міськради як виробничо-експлуатаційна контора газового господарства «Чернігівгаз». У 1975 році підприємства та дільниці в районах Чернігівщини, що займалися газопостачанням та експлуатацією газового господарства, були виведені зі складу комбінатів комунальних підприємств і злилися в одну обласну структуру — виробниче об'єднання газового господарства «Чернігівгаз». У 1995 році змінено форму власності підприємства, в результаті чого воно перейменоване на відкрите акціонерне товариство «Чернігівгаз». В 2011 році компанія набула статусу ПАТ «Чернігівгаз»[13]. Станом на 2023 рік, АТ «Чернігівгаз» забезпечує доставку газу для майже 360 тисяч осель, а також регулює розподіл блакитного палива до бюджетних та релігійних організацій, промислових об'єктів та 12 теплокомуненерго регіону. 24 жовтня 2023 року АТ «Чернігівгаз» перейшло в управління НАК «Нафтогазу». Як відомо, раніше АТ «Чернігівгаз» входило до групи облгазів Дмитра Фірташа[14][15].
- ПАТ «Івано-Франківськгаз» — акціонерне товариство, яке займається транспортуванням та газопостачанням, а також виконує комплекс робіт з експлуатації систем газопостачання, проєктуванню, будівництву і ремонту газових мереж в Івано-Франківській області.

### Багатогалузевий концерн Содружество
ТОВ «Багатогалузевий концерн Содружество», який контролює Попов Віктор Григорович володіє наступними підприємствами:
- ПАТ «Кременчукгаз»

- ПАТ «Гадячгаз» — приватна компанія зі штаб-квартирою в місті Гадяч Полтавської області, яка займається розподіленням, транспортуванням та постачанням газу в Гадячі та Гадяцькому районі. Заснована у 1964 році згідно з наказом Міністерства житлово-комунального господарства як виробничо-експлуатаційна контора скрапленого газу в м. Гадяч. У 1974 році контору відокремлено від комунальних підприємств і створено підприємство під назвою «Міжрайгаз». Згодом назва змінилась на «Міжрайонне управління газового господарства». В 1988 році реорганізовано в Управління експлуатації газового господарства. У 1994 році реорганізовано в державне підприємство «Гадячгаз». Того ж року перетворене у відкрите акціонерне товариство по газопостачанню та газифікації «Гадячгаз». У 2011 році перейменовано на публічне акціонерне товариство «Гадячгаз». У 2018 році змінено найменування на приватне акціонерне товариство «Гадячгаз».[16]
- ПАТ «Херсонгаз»

### Карпаванський Олег Іванович
- ПАТ «Тернопільгаз» — приватне акціонерне товариство по газопостачанню та газифікації, яке займається транспортуванням та постачанням природного газу в Тернопільській області.

### Учитель Ігор Леонідович
- ПАТ «Одесагаз» — приватне акціонерне товариство, одне із найстаріших господарств газотранспортної системи України, що здійснює розподіл природного газу із газотранспортної мережі України споживачам газу Одеської області;

### Супруненко В'ячеслав Іванович
- ПАТ «Київгаз» — публічне акціонерне товариство, діяльність якого полягає у розподілі газопостачання у місті Києві.

### Іванющенко Юрій Володимирович
- ПАТ «Маріупольгаз»

### Масс Євген Миколайович
- ПАТ «Макіївкагаз»

### Шелудченко Володимир Ілліч
- ПАТ «Донецькоблгаз» — підприємство зі штаб-квартирою в місті Краматорськ Донецької області, яке розподіляє природний газ у підконтрольній Україні частині Донецької області.

### Четверікова Віра Антонівна
- ПАТ «Полтавагаз» — публічне акціонерне товариство зі штаб-квартирою в місті Полтава, яке займається розподіленням, транспортуванням та постачанням газу у більшості районів та міст обласного значення Полтавської області.

### Уманьгаз
- ПАТ «Уманьгаз» — публічне акціонерне товариство зі штаб-квартирою в місті Умань, яке займається розподіленням, транспортуванням та постачанням газу у місті Умань та Уманському районі Черкаської області.

### Лубнигаз
- АТ «Лубнигаз» — акціонерне товариство зі штаб-квартирою в місті Лубни, яке займається розподіленням, транспортуванням та постачанням газу у місті Лубни та Лубенському районі Полтавської області. Засноване в 1965 році в структурі Лубенського міськкомунгоспу як виробничо-експлуатаційна контора газового господарства. У листопаді того ж року до газової мережі приєднано місцевий завод «Комунар». У грудні 1994 року реорганізоване як відкрите акціонерне товариство «Лубнигаз». У 2011 році змінило форму на публічне акціонерне товариство. У 2018 році перейменовано у акціонерне товариство «Лубнигаз».